# Fortaleza de São José da Ilha das Cobras
A Fortaleza de São José da Ilha das Cobras localiza-se na Ilha das Cobras, no interior da baía de Guanabara, no centro histórico da cidade do Rio de Janeiro, no estado brasileiro do Rio de Janeiro.

## História

### As fortificações do século XVII
No contexto da Guerra Luso-Neerlandesa a Região Nordeste do Brasil foi eleita como objectivo estratégico para a recém-criada Companhia Neerlandesa das Índias Ocidentais (WIC), atraída não apenas pela riqueza proporcionada pela agroindústria do açúcar, como também pelas madeiras nobres, o couro, o tabaco e o algodão.
A partir de 1624, ano da conquista neerlandesa da capital do Brasil, Salvador na capitania da Bahia, os rumores de um possível ataque ao Rio de Janeiro provocaram pânico entre os seus moradores. As autoridades da capitania do Rio de Janeiro determinaram o reforço dos muros da cidade, no morro do Castelo (uma parte em taipa de pilão e a outra em pedra e cal), que foram cercados por trincheiras.
Data desse contexto, quando da segunda gestão do governador Martim Correia de Sá (1623-1632), a fortificação da ilha das Cobras, sob a invocação de São José (1624). Tratava-se de uma fortificação de pequenas dimensões, sem maiores recursos em termos de defesa, mas em posição privilegiada, entre o morro de São Bento e o Forte de São Tiago da Misericórdia, dominando o antigo ancoradouro da cidade.
Posteriormente, no contexto da segunda das invasões holandesas do Brasil, após o assalto de Maurício de Nassau a Salvador (14 de Abril de 1638), os temores de um ataque neerlandês, bem como da acção de corsários ingleses e franceses conta o Rio de Janeiro, levaram o governador Salvador Correia de Sá e Benevides, filho de Martim Correia de Sá, a erguer uma nova fortaleza no que restou da primitiva Fortaleza de São José, utilizando-se da mão-de-obra dos indígenas sob a tutela do Mosteiro de São Bento. Esta nova fortificação estava concluída em 1639, sendo rebaptizada como Fortaleza de Santa Margarida da Ilha das Cobras, em homenagem à então Vice-Rainha de Portugal, Margarida de Saboia, Duquesa de Mântua (1634-1640), no contexto da Dinastia Filipina.

### O século XVIII
Em 1703, no governo de D. Álvaro da Silveira e Albuquerque (1702-1704), iniciou-se uma terceira estrutura, de faxina, ao longo da praia, destinada à defesa da parte baixa da ilha, fechando-lhe a defesa. Voltado na direcção da barra da baía, o chamado Baluarte de Santo António estava concluído em 1709, cruzando fogos com o Forte de São Tiago da Misericórdia, na defesa do antigo porto do Rio de Janeiro. O conjunto defensivo encontra-se representado por Andreas Antonius Horaty (Rio di Gennaro, c. século XVIII. Museu Histórico Nacional, Rio de Janeiro) identificado apenas como Forte na ilha das Cobras.
A fortaleza foi uma das posições ocupadas na cidade invadida pelo corsário francês René Duguay-Trouin (13 de setembro de 1711). Este relata nas suas "Memoires" ter encontrado na ilha duas fortificações. Uma fonte francesa coeva, entretanto, indica que se encontrava artilhado com sete peças, que em mãos dos franceses, viu-se aumentada para 12 canhões e cinco morteiros. BARRETTO (1958) registra que estava artilhada na ocasião com doze peças distribuídas em quatro baluartes, não concluídos (op. cit., p. 243), o que, à luz da fonte francesa citada, pode estar referido à artilharia francesa e às baterias de campanha por estes então estabelecidas.
Datam, deste período as seguintes iconografias:
- de autoria do sargento-mor Pedro Gomes Chaves, a Planta do Forte de Santa Margarida (1710-1711) - onde se encontram identificadas, na parte alta da ilha, a Fortaleza de Santa Margarida e o Baluarte de Santo Antônio -, e a Planta da ilha das Cobras (c. 1712. Arquivo Histórico Ultramarino, Lisboa) (IRIA, 1966:73):
- identificada sob a legenda "V. A ilha das Cobras com suas fortificações desenhadas e sua ponte de comunicação [com o continente]" na Planta da cidade de São Sebastião do Rio de Janeiro com suas fortificações, 1713 (Arquivo Histórico Ultramarino, Lisboa.); e
- no Plano de Defesa do porto e cidade do Rio de Janeiro, 1713 (Serviço Geográfico do Exército, Rio de Janeiro), de autoria do capitão de engenheiros francês Jean Massé, que após as invasões de corsários franceses em 1710 e em 1711, por determinação do rei D. João V (1705-1750), "em 1712 passou com o posto de brigadeiro ao Brasil para examinar e reparar as fortificações daquele Estado." (SOUZA VITERBO, 1988:154).

A "Conta sobre Fortificação, Castelaria e Fortalezas da praça do Rio de Janeiro", dada em 2 de Março de 1718 pelo governador da capitania do Rio de Janeiro, Antônio de Brito Freire de Menezes (1717-1719), informa que a fortificação na ilha contava com vinte e seis peças e 716 balas. O conjunto foi reformado sob o governo de Luís Vaía Monteiro (1725-1732), o "Onça", diante da crescente necessidade de protecção dos carregamentos de ouro (e, subsequentemente, de diamantes) para o reino, a partir do porto do Rio.
Pela mesma razão, sob o governo de Gomes Freire de Andrade, 1.º Conde de Bobadela (1733-1763), o engenheiro militar, brigadeiro José da Silva Paes, traçou novos planos para a modernização das defesas da ilha (1735), cujos trabalhos se desenvolveram a partir de 1738. Pelo seu projecto defensivo (Planta da Fortaleza do Patriarca São José da Ilha das Cobras, 1736), tornavam-se inacessíveis as escarpas da ilha, dando-lhe um aspecto de um castelo elevado. A defesa ficava integrada por três fortes: o de São José, em cujo terrapleno estavam compreendidas as edificações de serviço (Casa do Governador, capela, casa da pólvora e corpo da guarda); o do Pau da Bandeira, aproximadamente ao centro da ilha; e o de Santo Antônio, na ponta alongada e mais baixa, na direcção da Ilha dos Ratos (hoje Ilha Fiscal).
O conjunto encontra-se figurado como "Fortaleza de S. Jozé na Ilha das Cobras" na carta de André Vaz Figueira (Carta Topografica da Cidade de S. Sebastião do Rio de Janeiro, 1750. Mapoteca do Itamaraty, Rio de Janeiro), encomendada por Gomes Freire para mostrar as obras de seu governo, ao final do qual as obras desta fortaleza estavam concluídas (1763).
SOUZA (1885) cita Monsenhor Pizarro a propósito do conflito suscitado entre Gomes Freire e Silva Paes: tendo o primeiro viajado a serviço à capitania de Minas Gerais, Silva Paes mandou colocar sobre o portão da fortaleza uma inscrição epigráfica referindo o seu próprio nome como fundador da mesma. Ao retornar, Gomes Freire, insatisfeito, mandou-a arrancar, fazendo substituí-la por uma segunda, referindo o seu nome. Tão logo Gomes Freire viajou novamente, essa inscrição foi por sua vez arrancada e substituída por uma terceira, que rezava: "Reinando El-Rei D. João V Nosso Senhor e sendo Governador o Capitão General desta Capitania e Minas Gerais Gomes Freire de Andrade, governando em sua ausência o Brigadeiro José da Silva Paes, mandou fazer esta fortaleza de S. José no ano de 1736". Em seu retorno, Gomes Freire teria, por esta razão, incumbido a Silva Paes de ir reforçar a Colônia do Sacramento e as praças do Continente do Rio Grande de São Pedro (1737-1738) e de fortificar a ilha de Santa Catarina (1739) (PIZARRO. Memórias Históricas, vol. IX, cap. 4. apud op. cit., p. 108).
O "Relatório do Marquês de Lavradio, Vice-Rei do Rio de Janeiro, entregando o Governo a Luiz de Vasconcellos e Souza, que o sucedeu no vice-reinado", datado do Rio de Janeiro a 19 de Junho de 1779, informa: "Na Ilha das Cobras fiz bastante obra; porém o que lhe é mais útil, como era de bastante custo, não tem podido ter todo aquele adiantamento que eu desejava, pois bem verá V. Exa. que tudo o que tive a honra de representar-lhe é feito ao mesmo tempo com muito pouco dinheiro e pouca gente, e desta sorte impossível adiantar-se quanto se deseja e necessita." (p. 427) (RIHGB, Tomo IV, 1842. p. 409-486). É desta época a terceira pedra armorial, em Lioz, sobre o portão da fortaleza, que reza: "Reinando El-Rei D. João V Nosso Senhor e sendo Governador o Capitão General desta Capitania e Minas Gerais Gomes Freire de Andrade, governando em sua ausência o Brigadeiro José da Silva Paes, mandou fazer esta fortaleza de S. José no ano de 1736. Foi aumentada e melhorada na administração do Vice-Rei D. Luiz d'Almeida Portugal , 2º Marquês do Lavradio e 4º Conde de Avintes (1769-1779)" (GARRIDO, 1940:110).
No contexto da Devassa sobre a Inconfidência Mineira (1789-1792), à Fortaleza da ilha das Cobras foram recolhidos os seguintes conjurados:
- Tenente Coronel Francisco de Paula Freire de Andrade (Regimento de Cavalaria das Minas) - degredado para o interior de Angola;
- Tenente Coronel Francisco Manoel da Silva e Mello (Regimento de Artilharia do Rio de Janeiro) - faleceu na prisão;
- Capitão Manoel Joaquim de Sá Pinto do Rego Fortes (Regimento de Voluntários Reais de São Paulo) - faleceu na prisão;
- Alferes Joaquim José da Silva Xavier (Regimento de Cavalaria das Minas, 6ª Companhia) - executado;
- Tomás Antônio Gonzaga (Ouvidor-Geral de Vila Rica, nomeado Desembargador para a Relação da Bahia) - degredado para Moçambique;
- Coronel Inácio José de Alvarenga Peixoto (Regimento de Cavalaria Auxiliar de Campanha do Rio Verde) - degredado preso para o interior de Angola;
- Francisco Antônio de Oliveira Lopes (Regimento de Cavalaria das Minas, ex-Capitão da 8ª Companhia) - degredado para o interior de Angola;
- Tenente Coronel Domingos de Abreu Vieira (Regimento de Auxiliares) - degredado para o interior de Angola;
- Sargento-mor Luiz Vaz de Toledo Piza (Regimento de Cavalaria Auxiliar de São João d'El-Rei) - degredado para o interior de Angola;
- Domingos Vidal de Barbosa Lage (Médico) - degredado em Cabo Verde;
- Padre Luís Vieira da Silva (Cônego da Sé de Mariana) - condenado a degredo para a ilha de São Tomé, cumpriu pena de prisão em Portugal. Indultado em 1804, retornou no ano seguinte ao Brasil;
- Padre Carlos Correia de Toledo e Melo (Vigário da Comarca do Rio das Mortes) - condenado à forca, cumpriu pena de prisão em Portugal, onde faleceu em 1803;
- Padre José da Silva e Oliveira Rolim - condenado à forca, cumpriu pena de prisão em Portugal. Obteve licença para retornar ao Brasil em 1804, o que realizou no ano seguinte;
- Padre José Lopes de Oliveira - condenado à forca, cumpriu pena de prisão em Portugal, onde faleceu em 1796;

O Alferes Joaquim José da Silva Xavier (1746-1792) - o Tiradentes -, que a 6 de Maio de 1789 havia se ocultado na casa do tanoeiro Domingos Fernandes da Cruz à rua dos Latoeiros (atual rua Gonçalves Dias) no Rio de Janeiro, ali foi detido por soldados do Regimento de Extremoz sob o comando do Alferes Francisco Vidigal Pereira, e conduzido à ilha das Cobras, sob escolta, desde a noite de 10 do mesmo mês.
Durante o governo do Vice-rei D. José Luís de Castro (1790-1801), recebeu reparos (LAYTANO, 1959). Encontra-se figurada no Plano de Marinha da frente da cidade do Rio de Janeiro com as suas fortificações e a fortaleza da Ilha das Cobras (1790).

### O século XIX
No contexto da Guerra Peninsular e da chegada da Família Real Portuguesa ao Brasil, com a subsequente conquista da Guiana Francesa pelas forças da Brigada Real da Marinha, origem do Corpo de Fuzileiros Navais, esta tropa foi aquartelada na Fortaleza da Ilha das Cobras em 21 de Março de 1809, onde se encontram até aos nossos dias.
Nas suas instalações também esteve detido o ex-Governador e Capitão-general da Capitania de Pernambuco, Caetano Pinto de Miranda Montenegro, em virtude da Revolução Pernambucana de 1817 (SOUZA, 1885:108).
Pelos Avisos de 30 de Julho de 1828 e de 29 de abril de 1831 esta fortificação foi destinada a prisão civil, tendo sido assaltada e conquistada por uma sublevação do Corpo de Artilharia da Marinha (7 de Outubro de 1831), prontamente sufocada pelo major Francisco de Lima e Silva (1803-1880), pai do futuro duque de Caxias (SOUZA, 1885:108). Também esteve envolvida, juntamente com a Fortaleza de Villegagnon, na revolta de presos e soldados, amotinados sob o comando do major Miguel de Frias e Vasconcelos, com o apoio da Fortaleza de Santa Cruz da Barra, de onde retiraram uma peça de artilharia. Desembarcados na praia de Botafogo, marcharam sobre o Campo de Santana (Abril de 1832). Acredita-se que date deste período uma iconografia de Friederich Hagedorn (1814-c. 1889) retratando a ilha das Cobras ("Vista da ilha das Cobras e mosteiro de São Bento", s.d.), atualmente na Coleção Hecilda e Sérgio Fadel, no Rio de Janeiro. Em 1838, a fortaleza também abrigava o Hospital da Marinha, mais tarde Hospital Central da Marinha (BARRETTO, 1958).
A fortaleza foi remodelada com a Questão Christie (1862-1865), quando estava artilhada com trinta e quatro canhões, guarnecida pelo Batalhão de Fuzileiros Navais (SOUZA, 1885:108), e subordinando-se ao Ministério da Guerra (1894-1895), quando foi classificada como de 1ª Classe (GARRIDO, 1940:112). Durante a Questão Religiosa (1872-1875), o bispo de Olinda, D. Vital Maria Gonçalves de Oliveira, e o bispo do Pará, D. Antônio de Macedo Costa, aí foram detidos (1874), sendo apenas libertados quando o duque de Caxias (1803-1880) exigiu o perdão imperial dos mesmos como condição para aceitar o cargo de Presidente do Conselho de Ministros (1875).

### O século XX
À época da República Velha, foram detidos nos calabouços da fortaleza os marinheiros implicados na Revolta da Chibata (1910), inclusive o seu líder João Cândido, dos quais dezesseis pereceram por calor, sede e sufocamento. Em Dezembro desse mesmo ano registrou-se o levante do Batalhão Naval ali sediado, debelado sob o fogo dos navios da esquadra e das tropas do Exército (GARRIDO, 1940:113).
A fortaleza foi alvejada pela artilharia do Forte de Copacabana durante a revolta tenentista, de 4 a 6 de Julho de 1922.
Posteriormente desarmada, as suas instalações foram absorvidas pelo Arsenal de Marinha do Rio de Janeiro. A Capela da antiga fortaleza, dedicada a São José e hoje anexa ao Hospital Central da Armada, encontra-se tombada pelo Instituto do Patrimônio Histórico e Artístico Nacional desde 1952, destacando-se o seu frontispício em pedra de Lioz, e a portada em granito da antiga fortaleza, ambos também tombados desde 1955.